# Regierung Thorning-Schmidt II
Die Regierung Thorning-Schmidt II unter Ministerpräsidentin Helle Thorning-Schmidt bildete vom 3. Februar 2014 bis zum 28. Juni 2015 die Regierung Dänemarks. Sie bestand aus Sozialdemokraten (S) und Sozialliberalen (R). Zuvor hatte am 30. Januar 2014 die Sozialistische Volkspartei (SF) die bestehende Koalition verlassen. 
Es handelte sich um eine Minderheitsregierung, die von der SF, der Einheitsliste, drei nordatlantischen Abgeordneten und einem fraktionslosen Abgeordneten unterstützt wurde. Die Sozialdemokraten besetzten zunächst dreizehn Posten, die Sozialliberalen sieben; von 20 Mitgliedern waren acht Frauen und zwölf Männer. Einige Kompetenzen wurden den Fachministerien neu zugeteilt. Die ersten sieben Minister der folgenden Liste gehörten dem Koalitionsausschuss an, in dem wichtige Themen zwischen den Regierungsparteien vorab besprochen werden.
Am 2. September 2014 zog sich die Parteichefin der Sozialliberalen, Vestager, von ihren Ämtern zurück, um als EU-Kommissarin nach Brüssel zu wechseln. Das Kräfteverhältnis im Kabinett verschob sich damit nominell mit vierzehn zu sechs zugunsten der Sozialdemokraten, sieben von 20 Kabinettsmitgliedern waren Frauen.
Die Regierung Thorning-Schmidt II war die vierte sozialliberale Koalition in Dänemark. Zuvor wurde das Königreich 1929 bis 1940, 1960 bis 1964 und 1994 bis 2001 sozialliberal regiert.

## Kabinettsliste
| Ressort                                                      | Name                   | Amtsperiode                       | Partei               |
| ------------------------------------------------------------ | ---------------------- | --------------------------------- | -------------------- |
| Ministerpräsidentin                                          | Helle Thorning-Schmidt | 3. Februar 2014 – 28. Juni 2015   | Sozialdemokraten (S) |
| Wirtschaft und Inneres                                       | Margrethe Vestager     | 3. Februar – 2. September 2014    | Sozialliberale (R)   |
| Wirtschaft und Inneres                                       | Morten Østergaard      | 2. September 2014 – 28. Juni 2015 | R                    |
| Finanzen                                                     | Bjarne Corydon         | 3. Februar 2014 – 28. Juni 2015   | S                    |
| Äußeres                                                      | Martin Lidegaard       | 3. Februar 2014 – 28. Juni 2015   | R                    |
| Justiz                                                       | Karen Hækkerup         | 3. Februar – 10. Oktober 2014     | S                    |
| Justiz                                                       | Mette Frederiksen      | 10. Oktober 2014 – 28. Juni 2015  | S                    |
| Hochschulausbildung und Forschung                            | Sofie Carsten Nielsen  | 3. Februar 2014 – 28. Juni 2015   | R                    |
| Verteidigung                                                 | Nicolai Wammen         | 3. Februar 2014 – 28. Juni 2015   | S                    |
| Steuern                                                      | Morten Østergaard      | 3. Februar – 2. September 2014    | R                    |
| Steuern                                                      | Benny Engelbrecht      | 2. September 2014 – 28. Juni 2015 | S                    |
| Kultur und Kirche                                            | Marianne Jelved        | 3. Februar 2014 – 28. Juni 2015   | R                    |
| Städte, Wohnen und ländlicher Raum, Nordische Zusammenarbeit | Carsten Hansen         | 3. Februar 2014 – 28. Juni 2015   | S                    |
| Unterricht                                                   | Christine Antorini     | 3. Februar 2014 – 28. Juni 2015   | S                    |
| Gesundheit und Prävention                                    | Nick Hækkerup          | 3. Februar 2014 – 28. Juni 2015   | S                    |
| Arbeit                                                       | Mette Frederiksen      | 3. Februar – 10. Oktober 2014     | S                    |
| Arbeit                                                       | Henrik Dam Kristensen  | 10. Oktober 2014 – 28. Juni 2015  | S                    |
| Kinder, Gleichstellung, Integration und Soziales             | Manu Sareen            | 3. Februar 2014 – 28. Juni 2015   | R                    |
| Industrie und Wachstum                                       | Henrik Sass Larsen     | 3. Februar 2014 – 28. Juni 2015   | S                    |
| Klima, Energie und Bau                                       | Rasmus Helveg Petersen | 3. Februar 2014 – 28. Juni 2015   | R                    |
| Ernährung, Landwirtschaft und Fischerei                      | Dan Jørgensen          | 3. Februar 2014 – 28. Juni 2015   | S                    |
| Handel und Entwicklungszusammenarbeit                        | Mogens Jensen          | 3. Februar 2014 – 28. Juni 2015   | S                    |
| Verkehr                                                      | Magnus Heunicke        | 3. Februar 2014 – 28. Juni 2015   | S                    |
| Umwelt                                                       | Kirsten Brosbøl        | 3. Februar 2014 – 28. Juni 2015   | S                    |